# Utenis Uciana
FK Utenis Uciana (lit. Futbolo Klubas Utenos Utenis) – litewski klub piłkarski z siedzibą w mieście Uciana, we wschodniej części kraju.

## Historia
Chronologia nazw:
- 1933: Utenis Uciana
- 1946: Žalgiris Uciana
- 1955: Spartakas Uciana
- 1957: Nemunas Uciana
- 1961: Vairas Uciana
- 1965: Utenis Uciana

Klub został zarejestrowany 16 stycznia 1933 roku jako Utenis Uciana. Wcześniej 8 grudnia 1919 roku został organizowany w Ucianie pluton strzelców, który w 1923 założył Litewskie Kółko Gimnastyczno-Sportowe "Utenis". Rok później został rozegrany pierwszy mecz z udziałem drużyny piłkarskiej Kółka "Utenis". W 1926 drużyna piłkarska składała się głównie z rowerzystów. Zespół był bardzo silny i wygrał kilka turniejów lokalnych.
Po zarejestrowaniu klub zaangażował się w działania, takie jak czytanie, założył księgarnię, organizował różne rodzaje sportów, przygotowywał koncerty, wykłady, przedstawienia, gry domino, szachy i podobne rozrywki. W 1935 została przywrócona drużyna piłkarska, która w dalszym ciągu uczestniczyła w lokalnych turniejach i była powszechnie znana wśród fanów piłki nożnej. W 1940 po okupacji przez armię radziecką klub został zamknięty, a jego działania są aktualizowane dopiero po wojnie w 1946 roku. Klub otrzymał również nową nazwę Žalgiris Uciana. Zespół występował w rozgrywkach amatorskich o mistrzostwo Litewskiej SRR. W 1955 zmienił nazwę na Spartakas Uciana, w 1957 na Nemunas Uciana, a w 1961 na Vairas Uciana. Dopiero w 1965 przywrócił nazwę Utenis Uciana.
W 1973 zespół zajął pierwsze miejsce w grupie "Nemunas" II ligi mistrzostw Litewskiej SRR i zdobył po raz awans do pierwszej ligi. Jednak debiut był nieudany - przedostatnie 24 miejsce i spadek do II ligi. W 1977 klub osiągnął swój największy sukces - dotarł do półfinału Pucharu Litewskiej SRR, a w następnym roku ponownie był pierwszym w grupie "Nemunas" II ligi i potem przez 3 kolejne lata grał w pierwszej lidze. W 1981 zajął końcowe przedostatnie 17 miejsce i powrócił do II ligi, ale już w 1983 po raz trzeci wygrał grupę "Nemunas" II ligi i do 1987 występował w I lidze.
Po odzyskaniu niepodległości przez Litwę w 1990 klub startował w drugopoziomowej I lidze (grupa Rytai), w której był ósmym. W 1991 system lig piłkarskich na Litwie został reorganizowany i klub zakwalifikował się do rozgrywek w trzeciopoziomowej II lidze (grupa Rytai). Latem 1994 nazwy lig przywrócono i była II liga stała III. Po zakończeniu sezonu 1995/96 zespół zdobył trzecie miejsce w III lidze i awansował do II ligi. W sezonie 1996/97 zajął spadkowe 14 miejsce i powrócił na rok do III ligi. W sezonie 1998/99 ponownie zajął spadkowe, tym razem 15 miejsce i znów wrócił do III ligi. W 1999 kolejna reforma systemu lig nazwała trzecią ligę jako II ligę. Przez 2 następne sezony występował w II lidze, a w sezonie 2001 po raz kolejny zaliczył nieudany występ w I lidze. W sezonie 2002 zdobył wicemistrzostwo w grupie Rytai II ligi i po roku wrócił do I ligi, tym razem już na kolejne 3 lata. W sezonie 2008 po kolejnej reorganizacji systemu lig, kiedy II liga została powiększona i podzielona na grupy, klub został zakwalifikowany do I ligi, a w 2009 spadł do rozgrywek IV poziomu. Od lata 2011 zespół występował w turniejach lokalnych.
Dopiero w 2014 klub powrócił do rozgrywek profesjonalnych i otrzymał prawo gry w I lidze. W debiutanckim sezonie 2014 zespół uplasował się na trzecim miejscu w I lidze i po raz pierwszy zdobył awans do najwyższej ligi Mistrzostw Litwy (nie licząc mistrzostw Litewskiej SRR).

## A lyga
- 2017 - 6. miejsce
- 2016 - 7. miejsce
- 2015 - 6. miejsce

## Sukcesy

### Trofea międzynarodowe
Nie uczestniczył w rozgrywkach europejskich (stan na 31-05-2015).

### Trofea krajowe
| \| \| Zdobyte trofea w rozgrywkach Litwy (stan na: 31-05-2015) \| |                                                          |      |                  |
| Rozgrywki                                                         | Osiągnięcie                                              | Razy | Sezon(y)         |
| Mistrzostwo                                                       | I miejsce                                                | 0    |                  |
| Mistrzostwo                                                       | II miejsce                                               | 0    |                  |
| Mistrzostwo                                                       | III miejsce                                              | 0    |                  |
| Mistrzostwo                                                       | 7 miejsce                                                | 1    | 1984             |
| Puchar                                                            | zdobywca                                                 | 0    |                  |
| Puchar                                                            | finalista                                                | 0    |                  |
| Puchar                                                            | półfinalista                                             | 1    | 1977             |
| II liga                                                           | I miejsce                                                | 3    | 1973, 1978, 1983 |
| II liga                                                           | II miejsce                                               | 0    |                  |
| II liga                                                           | III miejsce                                              | 1    | 2014             |
| Litwa                                                             | Zdobyte trofea w rozgrywkach Litwy (stan na: 31-05-2015) |      |                  |

- II lyga:
  - wicemistrz (1x): 2002
  - 3 miejsce (3x): 1993, 1996, 1998

## Skład w sezonie 2018
Stan na 2 sierpnia 2018

| 1  | BR | Aleksėjus Kozlovas    |  |  |  |  |  |  |
| 31 | BR | Marius Paukštė        |  |  |  |  |  |  |
|    |    |                       |  |  |  |  |  |  |
| 3  | OB | Vytautas Norkūnas     |  |  |  |  |  |  |
| 23 | OB | Tadas Kanapka         |  |  |  |  |  |  |
| 32 | OB | Emilijus Šinkūnas     |  |  |  |  |  |  |
| 33 | OB | Connor Fotios Kass    |  |  |  |  |  |  |
| 34 | OB | Mindaugas Ubeika      |  |  |  |  |  |  |
|    |    |                       |  |  |  |  |  |  |
| 6  | PO | Arnas Bražėnas        |  |  |  |  |  |  |
| 7  | PO | Mantas Savėnas        |  |  |  |  |  |  |
| 10 | PO | John Hernandez        |  |  |  |  |  |  |
| 13 | PO | Gabrielius Petuchovas |  |  |  |  |  |  |
| 21 | PO | Arnas Borodinas       |  |  |  |  |  |  |
| 44 | PO | Max Cesar Sankan Bahi |  |  |  |  |  |  |
|    |    |                       |  |  |  |  |  |  |
| 5  | NA | Arnas Jurevičius      |  |  |  |  |  |  |
| 9  | NA | Kiril Levšin          |  |  |  |  |  |  |
| 17 | NA | Džiugas Sūnelaitis    |  |  |  |  |  |  |
| 45 | NA | Donatas Šėgžda        |  |  |  |  |  |  |
|    |    |                       |  |  |  |  |  |  |

## Stadion
Klub rozgrywa swoje mecze domowe na stadionie Utenis w mieście Uciana, który może pomieścić 3 000 widzów.